# 野中親孝
野中 親孝（のなか ちかたか、生没年不詳、通称：三郎左衛門）は、藤原北家道兼の流れ、豊前宇都宮氏（城井宇都宮氏）の子孫。父野中肥後守貞吉のときに、野中氏は土佐に移住し、一条氏、山田氏、長宗我部氏に仕える。親孝は長宗我部家中において若年寄衆の一人であり、国政奉行や造営奉行を務めた。芳野城城主であった。

## 概要
戦国時代における野中肥後守貞吉とその子三郎左衛門親孝
野中家は伝承によれば、下剋上の時代に豊前国下毛郡長岩城主で三万六千国を領していた藤原頼重が落城し、浪人となり、土佐に来て長宗我部国親に仕えて、七千五百石を拝領した。この藤原氏が野中家の祖といわれる。藤原氏を名乗っているのは摂関家藤原北家道兼の流れであることを意識してのものであろう。野中肥後守貞吉は芳野（吉野）に居城し、山田氏に仕えた。貞吉は楠目城主山田氏に仕えていたころ、韮生往還の要所を占める片地（旧土佐山田町）の陰山城主（現在の影山）であった。1562年に貞吉は山﨑山重を間（はざま）に住まわせた。
長宗我部地検帳によると、貞吉は林田・大倉谷・佐古藪・陰野村で約2町歩を開拓したとある。貞吉には長男の右近重治（1586年の戸次川の戦いで戦死）、次男の市正頼綱（1579年讃岐藤ノ目城＜観音寺市＞で戦死）、三男の三郎左衛門親孝、四男の貞俊があった。戸次川の戦いでは信親公と共に700余名の土佐兵が討ち死にした。その死を追悼して大鑑板が秦神社（高知市長浜）に奉納されている。大鑑板は正式には、「天正十四年丙戌年十二月十二日於豊州信親公忠死御供之衆鑑板」と称し、そこに「野中右近」と刻銘されている。なお、親孝も「野中佐左衛門」と誤って刻銘されている。また「野中市正」も誤って刻銘されている。
長宗我部家中において親孝は国政奉行を務め、若年寄衆17人の一人で知行千石であった。親孝は元親公に1570年に造営奉行に任命され、大川上美良布神社を再建した。親孝は1574年（天正2年）5月に吉野の願成寺の厨子をつくった。同寺は野中氏の菩提寺であった。親孝は他の兄弟とともに四国内を転戦し、戸次川の戦い、豊臣秀吉の朝鮮出兵にも参戦した。1588年（天正16年）3月、韮良郷の検地が代官親孝によって始まり関上野尻と下野尻が分離された。天正18年、父の貞吉が芳野（吉野）の願成寺に地蔵堂を建立した。関ヶ原の戦いでは豊臣方として参戦し、敗戦後は浪人をしたり、播磨国池田家や紀州徳川家に仕えたり、大坂で商人をしたといわれている。大阪冬の陣、夏の陣にも出陣した。
野中氏の没落後に移ってきた別の寺が願成寺の地蔵堂を引き継ぎ、明和年間（1764-1772年）にと改称し、現在に至っている。なお、芳野（吉野）の居城跡には城八幡神社が建っている。四男の貞俊（通称源助）は阿波から帰り、上野尻の庄屋に任命された。その子孫が今も美良布（旧香北町）に居住している。山本左衛門進（永瀬城主）に嫁いだ貞吉の娘は男子を儲け、名を孫市と名乗り、彼は野中氏の元で育てられた。後に元親に仕え、永野・根須に三町歩を賜り、長宗我部家没落後は下野し、農業に従事した。永瀬の山本氏はその子孫である。

## 野中氏の由来と子孫について
芳野城の野中氏と長岩城の野仲氏
野中氏の先祖は豊前国下毛郡長岩城主であったとされている。野中氏は九州では野仲と称した。野仲氏の祖は建久7年（1196年）に野仲郷に入部した宇都宮重房である。重房は長岩城主として本家宇都宮氏と共に豊前の一大勢力となり、室町時代になると豊前守護になった大内氏に臣従して群代となり、勢力を振るうようになった。弘治3年（1557年）、大内義長が毛利元就に滅ぼされると、野仲は大友氏に反旗を翻して長岩城に籠城した。しかし、大友義鎮に攻められ降伏した。天正10年（1581年）に織田信長が本能寺で横死し、その後豊臣秀吉が天下統一を目指し、九州を制圧して中津に黒田如水・長政父子を新領主として入部させた。黒田父子に対して城井宇都宮氏と野仲鎮兼は抵抗し、滅亡させられた。1570年代にすでに芳野城主野中肥後守貞吉の息子たちは元親公とともに土佐統一のために各地を転戦していたのであるから、年代的に齟齬が生じている。
野仲氏の一族が幡多へ移住
ここで土佐の幡多に目を移したい。土佐の幡多を治めていた一条兼定は1564年に大友義慎の娘を娶り、大友氏と結んでいた。長宗我部元親の力が台頭してきたために兼定は妹婿の安芸国虎と呼応して元親を討とうとしたが、翌永禄12年（1569年）に国虎が逆に元親に討たれてしまった。兼定は暗愚で遊興にふけり、家臣から信望を失っていった。そのため長宗我部氏が幡多に侵攻してきたときに一条氏の家臣は先を争って長宗我部の軍門に降った。長宗我部家によって領地が蚕食され、しかも重臣の土居宗珊を無実の罪で殺害したために兼定は信望を失い、他の三家老によって天正元年（1573年）9月に隠居を強制され、天正2年（1574年）に豊後国臼杵へ追放され大友氏を頼った。
他方、追放先の豊後では弘治3年（1557年）、野仲鎮兼が大友氏に反旗を翻したが逆に大友氏に攻められ降伏した。さてここから推測である。1564年頃に大友氏の配下にあった野仲氏一族の有力者が、大友氏と結んでいた一条兼定の援護部隊として幡多に派遣されたのではないだろうか。そしてその人物が藤原頼重ではないだろうか。この派遣は大友氏が野仲氏の臣従の確認と弱体化を図ったものだったとも考えられなくもない。以後、野仲氏の一族が土佐に移り住み、その後主君を山田氏や長宗我部氏に変えていった。そして最終的に野中三郎左衛門親孝の代に長宗我部家臣団の中で若年寄の地位にまで上りつめたと推測する。では次に野仲氏の出自をそのおおもとである宇都宮氏の歴史を通じて瞥見する。
宇都宮氏（下野宇都宮氏）について
宇都宮氏は、摂関家藤原北家道兼流を称する大族である。その一族および分流が多く、北は奥羽から南は九州にまで広く分布している。しかし、宇都宮氏の出自については諸説あってにわかには判じ難い。宇都宮氏は下野の中心地宇都宮ー中世の宇都宮は「奥州への前線基地」であり、二荒山神社は朝廷に仇なす敵を討ち、奥州と向き合う社壇（神社)だったーに城を構え、鎌倉御家人に列らなり、室町時代になると佐竹氏や小山氏などとともに関東八家のひとつに数えられる下野国きっての豪族となった。
宇都宮氏の活動が史料で確認されるのは、三代朝綱（宇都宮倹校左衛門尉）の代になってからである。朝綱は源平合戦のときは、初め平家方に属したが、のち源頼朝に属して活躍したことで、宇都宮検校職を安堵された。この職は神事に奉仕するものであり、宇都宮氏は鎌倉幕府の御家人となった。しかし、建久5年（1194年）、朝綱は公田を押領したとして朝廷に訴えられた。事件の真相は不明だが、朝綱は土佐へ、孫の頼綱は豊後へ、頼綱の弟朝業は周防へ流罪という朝廷による裁定が下された。ほどなく、朝綱らは赦されて下野に帰国し、朝綱は家督を頼綱に譲り、自らは出家して大羽に退いた。
その後、頼綱は幕府から謀叛の疑いをかけられた。この事件は、北条時政の後妻牧の方が、将軍実朝を殺害して女婿の平賀朝雅を将軍職に付けようとしたものであった。牧の方は頼綱の実母にあたり、この関係から頼綱も陰謀事件に加担したと幕府からみられて追討を受けたのである。これに対し、頼綱は出家して幕府に異心のないことを示したので、頼綱の謀叛の嫌疑はようやくにして晴れた。出家した頼綱はその後も幕府に出仕し、承久3年（1221年）の承久の乱には子の頼業や時朝らが活躍した。その勲功として伊予国の守護職が与えられ、宇都宮氏の地位を安定させることに成功した。頼綱は浄土宗信仰の生活に入り家督を嫡子泰綱に譲った。
以後の宇都宮氏は、将軍近侍の鎌倉番役衆、文永6年（1269年）には引付衆、ついで評定衆に加えられ、さらに引付頭人も務めた。このように、宇都宮氏は幕府の有力御家人として活躍した。宇都宮氏は学芸の家柄としても名高く、特に蹴鞠と和歌の両道に秀でていた。そのうち和歌は当時にあって京都歌壇や鎌倉歌壇にまさるとも劣らない宇都宮歌壇を形成していた。
時代は下って、宇都宮国綱は文禄元年（1592年）の朝鮮出兵に出陣して、増田長盛の指揮の下に釜山において戦功をあげた。初め国綱は石田三成を奏者として秀吉に結びついていたが、文禄2年（1593年）以降、浅野長政を奏者とすることになった。しかし、国綱は佐竹義重と同様、石田三成との親交を維持し、また、長政からその子長重を嗣子にという提案を拒否したため長政との関係を悪化させた。加えて、浅野長政の手によって実施された太閤検地の結果、表高十八万石に対して二倍の三十九万石余が打ち出されたため、宇都宮氏の所領申告に不正があったと摘発され、慶長2年（1597年）9月、突如、秀吉の命によって改易の処分を受けた。その後、慶長の朝鮮出兵に際し、秀吉は戦功次第によっては宇都宮氏再興を許すと約束した。国綱は朝鮮に渡って必死の戦いを展開したが、秀吉の死によって宇都宮氏再興の願いは絶たれ、平安末期以来の歴史に幕を閉じた。江戸時代の宇都宮氏は水戸徳川家に仕え三千石を知行する家老となり、明治維新に至ったことが知られる。
豊前宇都宮氏（鎮西宇都宮氏）について
下野宇都宮氏と姻戚関係にあった中原姓の宇都宮信房は平安末期の宇都宮に最も早く進出した京武者の一人であった。京都東山に広大な寺地を寄進するような有力御家人でもあった。源平合戦の後、源頼朝は各地で平家の残党狩りを行わせた。九州は敗残兵の逃げ込みが予想された地であった。薩南諸島の貴海島平定は鎮西奉行の天野氏に命じられ、宇都宮信房らも九州に下向した。困難な戦であったが、1188年に信房らが渡海し島に入り、制圧している。信房はその恩賞として豊前国田川郡にある伊方荘の地頭職が与えられた。信房が拠点としたのは豊前国衙に近い仲津郡木井馬場であった。信房はここに下野から宇都宮大明神を勧請した（木井神社）。1188年頃には鎮西（九州の古名）を十分に支配するために信房は九州へ移住したようである。以後、子孫たちが九州の地に深く根を下ろした。宇都宮氏18代鎮房の時代には3万石の小大名となった。この頃、本拠地は城井谷の伝法寺本荘に移されていた。豊臣秀吉の九州征伐に際しては嫡子朝房が島津攻めの先鋒を担っていた。その後の九州国分けの際に鎮房には伊予国今治への国替えが命じられた。これを鎮房は拒否した。豊臣方と対立することとなった宇都宮氏は豊前国一揆を経て、最終的に黒田孝高・長政親子の調略により、滅亡した。
豊前宇都宮氏の支流としての野仲氏
信房の弟である重房は、建久7年（1196年）に下毛郡野仲郷に入部した。1198年に長岩城を築いた。これ以降、重房の子孫は野仲氏を名乗り、野仲郷司・野仲郷惣地頭職を世襲して大きな勢力となった。14世紀になると、野仲氏による宇佐神領への侵出が顕著となってくる。南北朝末期から豊前国においては大内氏の影響が強くなってくる。大内氏が180年にわたって支配した豊前において野仲氏は下毛郡代を世襲していた。野仲鎮兼の代ー野仲氏最後の当主ーになって豊後の大友氏の豊前侵攻が始まった。弘治2年（1556年）に大内氏と毛利氏が戦っている隙に大友義鎮が豊前へ攻めてきた。鎮兼は長岩城に籠城し、終的には両野仲氏側が敗北を認めるも、大友氏側からは旧領を安堵される。その後も両者の間には幾多の攻防があった。秀吉の九州征伐後の国分けで豊前南部六郡は黒田孝高の領地となった（鎮西456）。この直後に領内の諸豪族の一揆が勃発した。豊前の国一揆である。野仲氏も一揆の中心的な存在として上毛郡まで進攻した。野仲氏は長岩城に籠城したが、数において勝る黒田方は城を包囲し、諸隊を交互に進軍させ、遂に楼門を打ち破った。これをみた野仲鎮兼は一族共に自刃した。ここに野仲氏は滅びた。
伊予宇都宮氏について
承久3年（1221年）、後鳥羽上皇は鎌倉幕府討幕の兵を京にあげ、反乱を起こした。しかし、幕府軍は一ヶ月足らずで都を制圧し反乱を鎮圧した。この承久の乱に宇都宮一族も従軍し、宇都宮氏五代頼綱の子の頼業や時朝が宇治橋合戦で活躍した。頼綱自身は兵を率いることはなかったが、一族の功によって伊予国の守護職が与えられた。
伊予宇都宮氏は豊前宇都宮氏から出た豊房（野仲郷の豊前宇都宮氏の祖重房の兄信房から4代目）以降、大津（大洲）を拠点に戦国末期まで続く。豊房には子がなく、宇都宮貞泰の子宗泰を養子にして守護職を継がせた。「大洲宇都宮系図」の貞泰の項に「六郎、始景泰、美濃守、遠江守、野州宇都宮の住人、後京都に住す、法名蓮智」とある。貞泰には貞宗・宗泰の二子がいて、貞宗は伊予守護職に任じられ、宗泰は伊予宇都宮の二代として家督したことになっている。恐らく、最初は泰宗の子、二代の時景の弟である貞泰に与えられたのであろう。貞泰の後は嫡子貞宗に継承され、その年代は先に記したように六波羅からの感状から元応元年（1319年）ごろと推定される。以後、天正13年（1585年）、土佐の長宗我部元親によって滅ぼされるまで存続した。直接かかわったかどうかは不明であるが、野中三郎左衛門親孝はその出自の遠縁の名家を滅ぼしたことになる。
キリシタンになった親孝の甥たち・・・桑名タミアン古庵
野中貞吉には二人の娘がいたようである。一人は山本左衛門進の妻となった。もう一人の娘茂は子供のいない近隣の五百蔵家に子供時代に養女となったと推測される。五百蔵左馬進は香北の五百蔵城主であった。長宗我部氏三家老の一人として桑名丹後守重定がいた。その長子である桑名太郎左衛門親光の子である藤次は元親の指示により後継ぎのなかった五百蔵左馬進の養子となり、養父の名である左馬進を名乗り、その養女茂と婚姻した。1600年（慶長5年）に関ヶ原の戦いの後に長宗我部氏が改易してから、土佐を出て紀伊国田辺の旧知の浅野左衛門佐に仕えた。左馬進と茂との間には権之丞、水也、古庵、休務（出生順）という4人の男子が儲けられた。権之丞の出生年は不明だが、水也は1605年に田辺（紀伊国）にて出生した。1609年に古庵が出生した。1614年に休務が出生した。1615年に大坂の陣で父藤次が戦死した。大坂落城後、母子は紀伊から母方の伯父野中三郎左衛門親孝の住んでいた姫路へ移り住んだ。茂は高木弥三右衛門に嫁いだ。その後、高木は浪人となり、他国へ出た。古庵の兄である権之丞は父方の桑名姓を名乗って高松に住んでいた。権之丞はいかなる機縁からか定かでないがキリシタンになっていた。高松に移住した理由は、当時のその地では前領主であった十河氏がキリシタンであったことから、キリシタンに寛容であり、受け入れる素地があったのではないかと考えられる。
古庵はこの兄を頼って高松にわたり、西浜に住んだ。新来の水也と古庵も長兄権之丞の導きでキリシタンとなった。古庵は霊名をタミアンとつけた。国法に背いてキリシタンになっていた古庵は、伯父の野中三郎左衛門親孝の説得によって改宗したようである。その後、古庵は土佐に帰り、奈半利（奈半利町）で医を生業とした。その後、古庵は高知帯屋町（高知市帯屋町）で医業を営んでいた。キリシタンだとの訴人があり、次兄の水也とともに古庵は捕えられた。帰郷後15年して一族は迫害され、悲惨な運命をたどることになった。34歳で投獄された古庵はその後80歳で獄死した。晩年の獄中生活は寛大であり、草花などを植えて楽しんでいたようである。古庵の一人娘である「てう」は当局によって縁組が許されず、廿代町にて41歳で病死した。古庵ら一族の墓は高知市内にある（高知市西久万高野谷の通称ゴロゴロ堂/西宮神社西側に位置す）。古庵の信仰については一度改宗しているようだが、これは単に表面的なものであって事実は使徒的信仰をもって生涯を送ったと評せられている。なお権之丞は江戸で亡くなるまで信仰と良心に忠実であったという。